# Protocryphia flaviguttata
Protocryphia flaviguttata là một loài bướm đêm trong họ Noctuidae.